# Majsalun
Majsalun (arab. ‏ميثلون‎) – palestyńskie miasto położone w muhafazie Dżanin, w Autonomii Palestyńskiej. Według danych szacunkowych Palestyńskiego Centralnego Biura Statystycznego w 2016 roku miejscowość liczyła 8645 mieszkańców